# L’Amour Toujours
L’Amour Toujours — третий студийный альбом итальянского DJ Джиджи Д'Агостино, выпущенный в 1999 году. Диск издан, одним диском, двумя и на кассете (в Италии, Венгрии и Чехии).

## Список композиций

### Версия с двумя дисками[3]

#### CD 1 - Chansons for the Heart
1. Another Way - 6:03
2. L'Amour Toujours(Сингл) - 6:57
3. Elisir(Your love) - 5:34, Вокал [не указан] - Дэвид Майкл Джонсон [8]
4. The Riddle - 4:45
5. La Passion - 7:36, [не указано]оригинал - Jacno - Rectangle
6. The Way - 6:43, [не указано]оригинал - Fastball - The way
7. Star - 5:24
8. Bla Bla Bla (Drammentenza Mix) - 6:23
9. L'Amour - 3:32
10. Music - 6:53
11. Passion - 5:00
12. Bla Bla Bla - 4:15

#### CD 2 - Beats for the Feet
1. La Danse - 4:54
2. Movimento - 4:54
3. La Marche Electronique - 5:17
4. Cuba Libre - 4:42
5. My Dimension - 6:37
6. The Riddle (Instrumental) - 4:07
7. Tekno Jam - 9:50
8. Coca e Avana - 3:19
9. Bla Bla Bla (Dark Mix) - 5:39
10. Electro Message - 3:52
11. Fly - 5:15

Полностью совпадает с версией на 2 кассетах.

### Версия с одним диском[1]
1. Another Way - 6:03
2. L'amour Toujours(сингл) (I'll Fly With You) - 6:56
3. Elisir(Yuor love) - 5:34, Вокал [не указан] - Дэвид Майкл Джонсон [8]
4. The Riddle - 4:45
5. La Passion - 7:35, [не указано]оригинал - Jacno - Rectangle
6. The Way - 6:42, [не указано]оригинал - Fastball - The way
7. Star - 5:21
8. L'Amour - 3:31
9. Music - 6:51
10. Rectangle - 4:58
11. Bla Bla Bla - 4:14
12. Bla Bla Bla (Dark Mix) - 5:37

### Польская версия (с одним диском + Bonus Tracks)[4]
1. The Riddle 4:44
2. Bla Bla Bla (Remix 2000) 5:38
3. La Danse 3:31
4. Music 4:03
5. Another Way 4:00
6. Elisir(Yuor love) 3:05
7. Bla Bla Bla 4:15
8. Star 2:40
9. My Dimension 3:36
10. Cuba Libre 3:00
11. Coca E Havana 3:19
12. Movimento 3:05
13. Elektro Message 3:11
14. The Way 3:16, [не указано]оригинал - Fastball - The way
15. L'amour Toujours(сингл) 3:21
16. La Passion 3:45, [не указано]оригинал - Jacno - Rectangle
17. L'Amour 3:31
18. Rectangle 3:40
19. Gin Lemon 2:42
20. The Riddle 2:25

#### + Bonus Tracks
1. Tekno Jam 1:28
2. The Moutain 1:53
3. La Marche Electronique 2:49

### Чешская версия(на кассете)[7]

#### Сторона A
1. Another Way - 6:03
2. L'Amour Toujours(Сингл) - 6:57
3. The Riddle - 4:45
4. The Way - 6:43, [не указано]оригинал - Fastball - The way
5. Star - 5:24
6. L'Amour - 3:32
7. Music - 6:53
8. Passion - 5:00

#### Сторона B
1. Bla Bla Bla - 4:15
2. Elisir(Yuor love) - 5:34, Вокал [не указан] - Дэвид Майкл Джонсон [8]
3. La Passion - 7:36, [не указано]оригинал - Jacno - Rectangle
4. La Danse - 4:54
5. Movimento - 4:54
6. La Marche Electronique - 5:17
7. Cuba Libre - 4:42
8. My Dimension - 6:37
9. Coca e Avana - 3:19
10. Electro Message - 3:52

### Венгерская версия(на кассете)

#### Сторона A
1. Another Way - 6:03
2. L'amour Toujours(сингл) (I'll Fly With You) - 6:56
3. Elisir(Yuor love) - 5:34, Вокал [не указан] - Дэвид Майкл Джонсон [8]
4. The Riddle - 4:45
5. La Passion - 7:35, [не указано]оригинал - Jacno - Rectangle
6. The Way - 6:42, [не указано]оригинал - Fastball - The way

#### Сторона B
1. Star - 5:24
2. Gin Lemon (Extended Mix) - 5:48
3. L'Amour - 3:32
4. Music - 6:53
5. Passion - 5:00
6. Bla Bla Bla - 4:15

## Участники записи
- DJ, исполнитель - Джиджи Д'Агостино, P.Sandrino
- Исполнительный продюсер - Джианфранко Бортолотти
- Продюсер - Джиджи Д'Агостино
- Композитор - A. Remondini (дорожки: 1-7, 2-2, 2-5), C. Montagner (дорожки: 1-1, 1-2), D. Leoni (дорожки: 1-1, 1-3, 1-7), L. Di Agostino (дорожки: с 1-1 до 1-3, 1-5, с 1-7 до 2-5, с 2-7 до 2-11), Ник Кершоу* (дорожки: 1-4, 2-6), P. Sandrini (дорожки: с 1-1 до 1-3, 1-7, 1-11, 2-1, 2-3, 2-7, 2-8)
- Композитор[не указан]– Jacno (дорожки: 1-5, 1-11)

## Влияние
- Май 2024: Видео с острова Зильт (Германия), где толпа скандировала «Иностранцы, вон!» под «L’Amour Toujours». После этого инцидента песня была запрещена на Октоберфесте[9].
- Песня привела к дебатам о «культурной апроприации музыки» — например, наследники Gigi D’Agostino осудили использование его трека для расистских акций[10].